# Bryn Mawr College

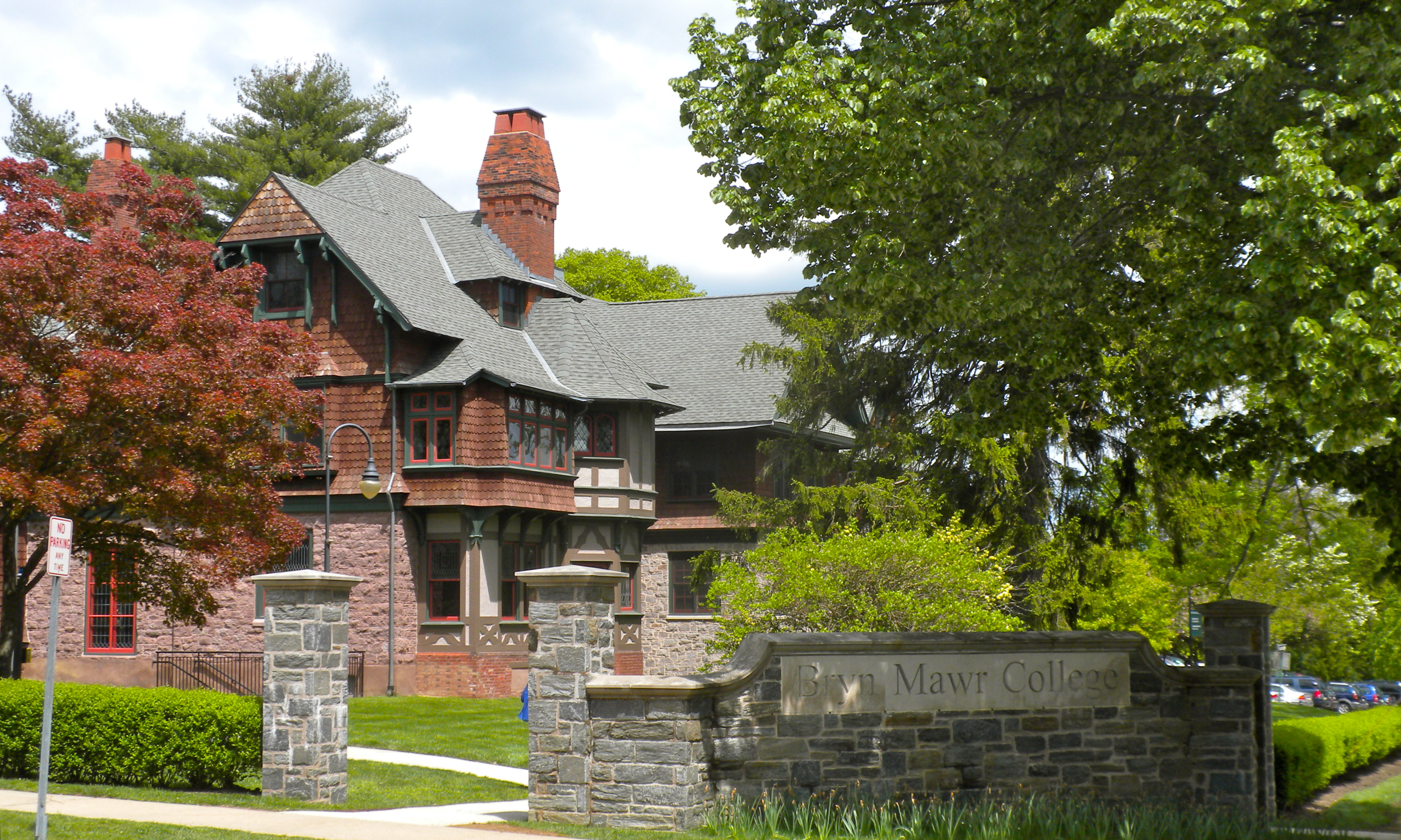
Wejście na teren kampusu Bryn Mawr College

Bryn Mawr College – prywatny college sztuk wyzwolonych dla kobiet założony przez kwakrów w Pensylwanii w 1885 r.Jedna z pierwszych szkół wyższych w Stanach Zjednoczonych, w których kobiety mogły uzyskać tytuły zawodowe, łącznie ze stopniem doktora. Od 1926 należy do grupy uczelni nazywanych Seven Sisters (Siedem Sióstr).

## Historia
Nazwa Bryn Mawr, w języku walijskim „Wysokie Wzgórze”, pochodzi od nazwy posiadłości w pobliżu Dolgellau w Walii, należącej do Rowlanda Ellisa (1650–1731), kwakra, który w 1686 wyemigrował do Pensylwanii, aby uniknąć prześladowań religijnych. Nazwał tak plantację, którą otrzymał od Williama Penna.
Grunty zajmowane przez Bryn Mawr College zakupiono w 1878 r. za pieniądze lekarza Josepha Wrighta Taylora. Widział on frustrację córki przyjaciela, która marzyła o wyższym wykształceniu, a nie mogła nigdzie go zdobyć. Tą młodą kobietą była Martha Carey Thomas, która została dziekanem, a następnie rektorem Bryn Mawr College.
W roku założenia uczelnia kształciła 36 kobiet na studiach bakałarskich i 8 doktorantek. Od 1893 r. jest szkołą świecką, nadal jednak wierną wartościom kwakrów, w tym wolności sumienia. W latach 1933–1935 wykładała tu znana niemiecka matematyczka Emmy Noether.

## Absolwentki
Do absolwentek Bryn Mawr College należą m.in. Katharine Hepburn, Joan Slonczewski, a także Emily Greene Balch, laureatka pokojowej Nagrody Nobla.